# 皱缩

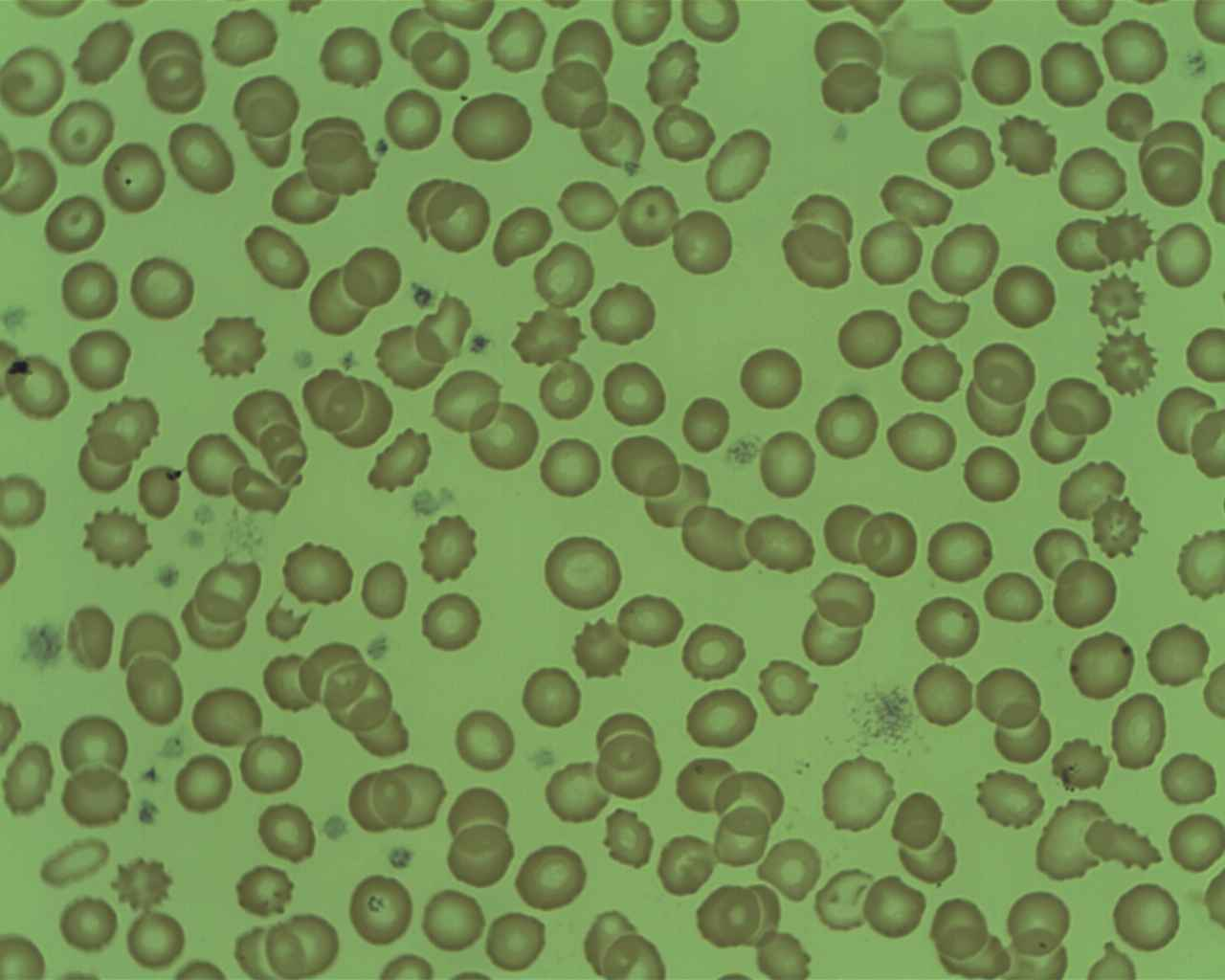
皱缩的红血球细胞

皱缩（Crenation）指细胞在在高渗的环境下，由于细胞里的水分因渗透作用流失过于多的水分而导致细胞萎缩及细胞表面出现皴褶。